# Салганик, Виктор Матвеевич
Виктор Матвеевич Салганик (род. 1942) — советский и российский учёный, доктор технических наук, профессор, академик Академии проблем качества РФ.
Один из ведущих специалистов в области теории, техники и технологии прокатного производства. Является автором более 500 научных трудов, в том числе 10 монографий, а также автором более 50 изобретений.

## Биография
Родился 25 января 1942 года в городе Магнитогорске Челябинской области. Его родители жили и учились в Одессе. С началом Великой Отечественной войны отец ушел на фронт, мать эвакуировалась в Магнитогорск.

### Образование
Окончив с отличием магнитогорскую школу № 8, поступил в Магнитогорский горно-металлургический институт (МГМИ, ныне Магнитогорский государственный технический университет), который окончил в 1965 году окончил по специальности «автоматизация и комплексная механизация металлургической промышленности». В 1971 году в этом же вузе, окончив аспирантуру, защитил кандидатскую диссертацию на тему «Исследование гидромеханического регулирования профиля тонких полос при непрерывной горячей прокатке». В 1995 году также в МГМИ защитил докторскую диссертацию на тему «Повышение эффективности широкополосной горячей прокатки на основе совершенствования формоизменения и обеспечения непрерывности технологического процесса». В 1996 году ему было присвоено ученое звание профессора. Учителями В. М. Салганика были доктора технических наук, профессора В. В. Мельцер-Шафран и М. И. Бояршинов.

### Деятельность
С 1990 по 2013 год В. М. Салганик был деканом факультета технологии и качества Магнитогорского государственного технического университета, с 1992 года заведует кафедрой обработки металлов давлением. В настоящее время входит в состав деканата факультета стандартизации, химии и биотехнологии. В 1994 году Виктор Матвеевич был избран действительным членом Нью-Йоркской академии наук. Участвует в деятельности Южно-Уральского отделения Российской инженерной академии.
Виктор Матвеевич Салганик является одним из создателей научной школы математического моделирования и развития техники и технологии эффективных процессов производства проката высокого качества. Его прикладная научно-исследовательская деятельность была связана с проблемами реконструкции и развития Магнитогорского металлургического комбината (ММК). Как эксперт и консультант участвовал в вопросах развития ММК, в частности, в реконструкции цеха с широкополосным станом «2500» горячей прокатки, строительства цехов со станом «5000» горячей прокатки и станом «2000» холодной прокатки.
Под научным руководством В. М. Салганика защищены более двадцати кандидатских и шесть докторских диссертаций. В числе его учеников — Виктор Рашников — председатель совета директоров ММК.

## Заслуги
- Был удостоен званий «Заслуженный работник высшей школы Российской Федерации» (1997), «Заслуженный деятель науки Российской Федерации» (2008) и «Почетный металлург» (2010).
- Награждён медалью ордена «За заслуги перед Отечеством» II степени (202) и медалью «Ветеран труда» (2002).[1]
- Лауреат премии Губернатора Челябинской области (2005).
- Почетный гражданин Магнитогорска (2002).
- Биография В. М. Салганика включена в энциклопедический словарь «Вся Россия — XXI век».[6]